# Alberto Acierno
Alberto Acierno (Palermo, 29 maggio 1960) è un politico italiano, condannato in via definitiva a 6 anni e mezzo di carcere per peculato.

## Biografia
Acierno è un imprenditore.
Eletto deputato alla Camera nel 1994 per il Polo delle Libertà nel collegio Palermo-Capaci, battendo Gianni Minà aderisce al gruppo di Forza Italia. È rieletto nella XIII Legislatura (1996-2001) nella quota proporzionale, nelle liste di Forza Italia, aderisce al gruppo misto, avvicinandosi all'Unione Democratica per la Repubblica (UDR) cossighiana e transitando poi per un breve periodo nel centrosinistra con l'Udeur, di cui diviene vice-capogruppo, sul finire della legislatura passa all'estrema destra con la Fiamma Tricolore di Pino Rauti.
Eletto deputato all'Assemblea Regionale Siciliana nella XIII legislatura (2001-2006) nel cosiddetto "listino" del Presidente Salvatore Cuffaro in quota Fiamma Tricolore, passa al gruppo misto, aderisce a Nuova Sicilia, poi è fondatore e presidente del gruppo parlamentare "Siciliani Uniti Democratici-SUD", che poi si scioglie e infine presidente del gruppo misto.
Non ricandidatosi alle elezioni regionali del 2006, si riavvicina a Forza Italia ed è nominato ad agosto 2006 dall'allora presidente dell'Ars Gianfranco Micciché, direttore della Fondazione Federico II di Palermo, organo culturale del parlamento siciliano. Si è dimesso il 30 novembre 2007, a seguito di polemiche sulla mancata approvazione del bilancio consuntivo 2006 e preventivo 2007.
Candidatosi alle elezioni regionali siciliane del 14 aprile 2008 con Il Popolo della Libertà, non viene eletto.

## Procedimenti giudiziari
Il 26 settembre 2009 è arrestato dalla Guardia di Finanza per peculato e appropriazione indebita, relativa alla sua carica alla Fondazione Federico II. È accusato di essersi appropriato indebitamente di circa centomila euro della Fondazione Federico II, finanziata con fondi regionali. Sulla questione era già da tempo aperta un'indagine della Magistratura e della Corte dei conti. L'altro filone d'indagine riguarda l'accusa di sottratto 40.000 euro dal conto del gruppo misto di cui era presidente, che dovevano servire a sanare pendenze con l'erario, l'Inps e i vecchi dipendenti.
Nel novembre 2010 il Giudice dell'udienza preliminare del tribunale di Palermo ha rigettato il patteggiamento concordato tra accusa e difesa, ritenendo la pena, pattuita in due anni e otto mesi, troppo bassa.
Parallelamente si svolge il giudizio innanzi la Corte dei conti. La Sezione Giurisdizionale d'appello per la Sicilia, con sentenza 153 del 21 maggio 2012, lo condanna per danno erariale a risarcire oltre centomila euro per l'indebito uso delle carte di credito aziendali e prelievo di contanti; l'Acierno, accerta la Corte, ha utilizzato la carta di credito per spese private (alberghi, viaggi anche alle Maldive, acquisti di abiti e mobilio, canoni SKY).
Nel novembre 2012 viene condannato a 6 anni e mezzo di carcere per peculato.
La Corte di Cassazione il 12 novembre 2015 conferma la condanna, definitiva, a sei anni e mezzo di reclusione.
Nel luglio 2017 viene inoltre condannato dalla sezione giurisdizionale della Corte dei conti al pagamento di 87.342 euro come danno d'immagine.